# Raul Gustavo
Raul Gustavo Pereira Bicalho (ur. 24 kwietnia 1999 w Pedro Leopoldo) – brazylijski piłkarz występujący na pozycji środkowego obrońcy, od 2025 roku zawodnik New York City FC.